# Рене Лаенек
Рене-Теофил-Ијасент Лаенек (фр. Rene-Theophile-Hyacinthe Laënnec; Кемпер, 17. фебруар 1781 — Керлуан, 13. август 1826), је био француски лекар, изумитељ стетоскопа (слушалица), који је увео нову методу у физикалном прегледу болесника, индиректну аускултацију.

## Биографија
Рене-Теофил-Ијасент Лаенек, рођен је у Кемперу, Француска, 17. фебруара 1781. Од свога деде, Мишел Александера Лаенека, који је био градоначелник Куимпереа од 1763. до 1765, научио је да течно говори бретонски, и познавање овог језика користило му је у препискама са оцем Теофилусом.
Након смрти Лаенекове мајке Мишел 1786, од туберкулозе, његов отац, поручник у морнаричком одељењу у Куимперу, није био способан да се брине о њему, тако да је он чуван и школован од стране стрица Ректора Елианта, а затим од Гијома Франсоа Лаенека, лекара, професора и директора Медицинског факултета и ректора Универзитета у Нанту.
Своје интересовање за медицину Лаенек је развио гледајући свога стрица, Гуилама-Франсоа Лаенека фр. Gauillaime-Francois Laennec, како обавља лекарску праксу у Нанту. Његов отац га је одвраћао да ради као лекар, и Рене у том периоду проучава грчки и пише поезију. Међутим, током 1799, враћа се медицини, и следећи пример Лаенекових, започиње студије медицине 1800. Студије почиње у Паризу, под руководством Жан-Николас Корвисара (фр. Nicolas Corvisart des Marest) (1755—1821.), у то време Наполеоновог лекара, и многих других познатих професора међу којима је био и чувени Дипитрен.
Године 1804, Лаенек завршава студије медицине, постаје лекар, и почиње да се бави лекарском праксом и лечењем болесника. Нешто касније бави се изучавањем патологије, заједно са Гаспар Лоран Балеом, са којим у току обдукција лешева проучава оштећења организма изазвана разним болестима. Посебну пажњу посветио је изучавању цирозе јетре.
Године 1816,, Лаенек почиње да ради у болници Некер, где показује интересовање за болести плућа и у прегледима болесника, све више почиње да примењује физикалну методу за утврђивање болести, аускултацију (ослушкивање) користећи стетоскоп сопствене конструкције. Применом стетоскопа, он уводи у медицинску праксу ослушкивање звукова који производе поједини органи у здравом и болесном стању, што ће посебно бити корисно у дијагностици респираторних болести, укључујући и туберкулозу, која је у то време харала светом. У фебруару 1818, Лаенек први пут представља своје откриће (стетоскоп), у свом предавању на Медицинској академији, а 1819. и у свом кључном делу, (фр. De l’Auscultation Médiate ou Trait du Diagnostic des Maladies des Poumon et du Coeur) „Индиректна аускултација у дијагностици болести плућа и срца“.
Резултати рада и објављена књига, Лаенеку доносе славу и статус који је заслуживао. Добија катедру на Француском колеџу (фр. Collège de France) 1822. и постаје професор медицине 1823. Нешто касније бива именован и за директора медицинске клинике (фр. Hospital de Charité) и професор Француског колеџа.
Лаенек је боловао од астме и туберкулозе. Туберкулоза, коју је он дуго проучавао, својим стетоскопом, и од које је лечио бројне болеснике, озбиљно му је нарушила здравље. Његов нећак, Мериадек Лаенек, слушајући груди свога стрица чуо је у његовом грудном кошу судбоносни звук туберкулозе, користећи при томе стетоскоп свог стрица да постави ову дијагнозу.,

При крају свог живота Лаенек се повлачи на своје имање у Бретањи, где умире 13. августа 1826. у 45 години живота. У свом завештању, пред смрт, Лаенек највећи изум свог живота поклања свом нећаку, речима;
... Стетоскоп сматрам највећим легатом мог живота... Знам да сам ризиковао свој живот, али се надам ће књига коју сам издао бити довољна и кориснија од самог живота човека.

## Дело
Један од најједноставнијих прегледа, који лекари данас врше, је стандардна процедура у методологији утврђивања болести, (ослушкивање) плућа и срца помоћу стетоскопа, апарата који је у свом првобитном облику, изумео и патентирао 1819. Лаенек.
Једног дана играјући се са децом, случајно је прислонио уво на крај дугачке дрвене цеви и одлично чуо како је једно дете загребало чиодом по дрвету, на другом крају цеви. Чак му се учинило да је тај звук много разговетнији преко цеви него што би га иначе чуо.
Чим је наредног дана отишао у болницу, савио је лист хартије у облику цеви, па је са једним крајем на уву а другим на болеснику почео да слуша рад плућа и срца.
Сви шумови органа су се одлично чули.
Сетио сам се једноставне и добро познате чињенице у акустици... када сам са великог растојања чуо слабе тонове на једном крају комада дрвене цеви, коју сам поставио на уво са једне његове стране. Одмах, након овог сазнања, савио сам арак папира у неку врсту употребљивог цилиндра и један крај поставио на подручје срца а других на моје уво, и није било малог изненађења и радости када сам тиме могао да чујем рад срца, на начин много јаснији и различитији, од оног који сам икада био у стању да чујем само уз примену мојег ува.
Лаенек развија вештину у дијагностици обољења органа грудног коша и срца, коришћењем звучних сензација које је слушао новим инструментом (стетоскопом). Захваљујући овим истраживањима већ 1815. године почела је производња првих, дрвених стетоскопа, према нацртима Лаенека, а све већи број лекара почиње да примењује ову методу у дијагностици.
Данас је стетоскоп знатно усавршенији него онај из доба Лаенека, а рад лекара се не може замислити без овог једноставног инструмента којим се обавља безболан преглед.

## Признања
Рене-Теофил-Ијасент Лаенеку част у на главном тргу у Кемперу, маја 1868, постављена је бронзана статуа коју је извајао Луј Ежен Лекуесен, који су му својим донацијама подигли бретонски, француски и лекари других земаља. Такође њему у част на медицинском факултету у Паризу, 1883. постављена је бронзана Лаенекова статуа, као донација професор Потаина.
Једна од 4 медицинске школе на Универзитету Клод Бернар у Лиону, њему у част, носи његово име.

## Галерија
- Рене-Теофил-Ијасент Лаенек, (1781-1826) проналазач аускултације
- Болница Некер, Лаенек-меморијална болница у Паризу